# Neomys fodiens
El musgaño patiblanco (Neomys fodiens) es una especie de mamífero soricomorfo de la familia Soricidae.

## Descripción
Al ser un animal semiacuático, presenta una serie de adaptaciones morfológicas a la natación (tercio posterior del cuerpo ancho, pies relativamente grandes, pelos rígidos en manos y pies). Tiene glándulas salivares con una sustancia ligeramente narcótica. El pelaje del dorso es oscuro, casi negro, y la región ventral gris plateada con reflejos pardos, rojizos o negros. Es de mayor tamaño que Neomys anomalus, con unas medidas de 68 a 97 mm incluida la cola y con un peso de 10 a 23 gramos; su fórmula dentaria es {\displaystyle {\frac {3.1.2.3}{1.1.1.3}}}.
Puede actuar como reservorio de Pneumocystis carinii, agente causante de un grupo de neumonías que afectan a los humanos.

## Distribución
Especie de distribución paleártica, desde el norte de la península ibérica hasta el lago Baikal; más al este existen poblaciones aisladas el la desembocadura del río Amur, Isla de Sajalín y costa rusa del mar de Japón. En España se extiende por la franja septentrional que discurre desde los Pirineos y Prepirineo de Cataluña hasta el norte de la provincia de La Coruña, el límite meridional se localiza en la zona centro de la provincia de Burgos.
En la península ibérica se presentan dos subespecies, N. f. fodiens que ocupa la región pirenaica, oeste de Asturias y Galicia y N. f. niethammeni que ocuparía el resto del área de distribución. Aunque la validez de esta última subespecie está siendo cuestionada, ambos morfotipos se diferencian por el tamaño craneal (mayor en N. f. niethammeri) y por ciertos rasgos morfológicos dentarios y mandibulares.

## Hábitat
Es una especie con requerimientos eurosiberianos y vive ligada a la presencia de cursos de agua permanente, limpios, bien oxigenados y ricos en poblaciones de invertebrados; hay zonas donde muestra un comportamiento más terrestre, ocupando ambientes húmedos en bosques, pastizales o cultivos de regadío. Mientras en Asturias su presencia es directamente proporcional a la pluviosidad e inversamente proporcional a la altitud, en Cataluña se revela como una especie de montaña, y se la localiza por encima de los 900 m s. n. m.
Es una especie estrictamente zoófaga, con una dieta aleatoria y oportunista, alternando recursos terrestres o acuáticos según la disponibilidad de alimento; tiene una amplia gama de presas (oligoquetos, gasterópodos, crustáceos, miriápodos e insectos). En los casos de algunas poblaciones europeas, se ha descrito el consumo ocasional de peces, anfibios, aves y restos de micromamíferos. Se han mencionado casos de canibalismo.
Suele ser presa habitual de las rapaces nocturnas, como la lechuza común (Tyto alba), el búho chico (Asio otus) y el cárabo (Strix aluco).

## Amenazas
La contaminación de los cursos de agua y la degradación o destrucción de los ecosistemas ribereños o zonas húmedas que ocupan, disminuyen sensiblemente sus poblaciones.